# Pterodroma externa
Pterodroma externa là một loài chim trong họ Procellariidae.